# Bale Rejo (Batanghari)
Bale Rejo is een bestuurslaag in het regentschap Lampung Timur van de provincie Lampung, Indonesië. Bale Rejo telt 3187 inwoners (volkstelling 2010).